# Morfydd Clark
Morfydd Clark (17 de març de 1989) és una actriu gal·lesa. És coneguda pels seus papers al cinema com a Maud a Saint Maud i Dora Spenlow a The Personal History of David Copperfieldd, i a la televisió com a Mina Harker a Dràcula, Clara a His Dark Materials i Galadriel a El Senyor dels Anells: Els anells de Poder.

## Primers anys
Clark va néixer a Suècia i es va traslladar amb la seua família a Penarth, Gal·les quan tenia dos anys. Va descriure el seu pare com un "nord-irlandés de Glasgow", i el seu costat matern és del nord de Gal·les. Parla anglés i gal·lés amb fluïdesa, després d'haver estat inscrita amb la seua germana en una escola de llengua gal·lesa quan tenia set anys. Després de lluitar amb la dislèxia i el TDAH, va deixar l'escola als 16 anys. El 2009, va ser acceptada a la producció del British Youth Music Theatre d'According to Brian Haw i al National Youth Theatre of Wales, abans d'entrenar al Drama Centre de Londres.

## Carrera
Clark va deixar el Drama Center en el seu darrer mandat per protagonitzar l'obra Blodeuwedd de Saunders Lewis amb Theatr Genedlaethol Cymru. Ha aparegut a Violence and Son al Royal Court, com Julieta a Romeo and Juliet al Crucible Theatre, Sheffield, i a Les Liaisons dangereuses al Donmar Warehouse. Va interpretar Frederica Vernon a la pel·lícula Love & Friendship de Whit Stillman.
El 2016, va aparéixer a la pel·lícula The Call Up i com a Cordelia a King Lear a The Old Vic. El 2017, va protagonitzar Interlude In Prague i va retratar Catherine Dickens a The Man Who Invented Christmas.
El 2019, va aparéixer a les pel·lícules Crawl, The Personal History of David Copperfield i Eternal Beauty. També aquell any, va protagonitzar l'aclamada pel·lícula de terror psicològic Saint Maud com a Maud. Per la seua actuació, va ser nominada a la millor actriu dels British Independent Film Awards 2020 i al BAFTA Rising Star Award 2021.
El desembre de 2019, es va informar (i a principis de 2020, es va confirmar) que Clark interpretaria una versió més jove del personatge Galadriel a El Senyor dels Anells: Els anells del poder a Amazon Prime.
Morfydd ha citat que està "orgullosa" que ser parlant gal·lesa haja influït en la seua representació del seu personatge bilingüe, Galadriel. L'actriu va declarar: "Sent que puc ser molt més romàntica i profund en gal·lés", "Així que va ser molt útil per a mi perquè estava pensant:"[Quin és el] llenguatge del seu cor? En quina llengua pensa?". En una altra entrevista, l'actriu va parlar de la seua educació en gal·lés: "Bé, vaig anar a una escola d'idiomes gal·lesa i tot s'ensenya en gal·lés. El gal·lés és fonètic, així que és fantàstic per a persones amb dislèxia. Vaig començar a aprendre anglés al tercer any". "El que la meua mare obsessionada amb Tolkien estava realment orgullosa i ens va transmetre és que Tolkien es va inspirar en el gal·lés. Curiosament, la seua obra va ser una insígnia d'honor per a mi, perquè els gal·lesos són gal·lesos i estan obsessionats amb qualsevol cosa que siga gal·lesa".

## Filmografia

### Cinema
| Any  | Títol                                           | Paper            |
| ---- | ----------------------------------------------- | ---------------- |
| 2014 | Madame Bovary                                   | Camille          |
| 2014 | The Falling                                     | Pamela Charron   |
| 2016 | Pride and Prejudice and Zombies                 | Gerorgiana Darcy |
| 2016 | Love & Friendship                               | Frederica Vernon |
| 2016 | National Theatre Live: Les Liaisons dangereuses | Cécile Volanges  |
| 2016 | The Call Up                                     | Shelly           |
| 2017 | Interlude in Prague                             | Zuzanna Luptak   |
| 2017 | The Man Who Invented Christmas                  | Kate Dickens     |
| 2019 | Crawl                                           | Beth Keller      |
| 2019 | The Personal History of David Copperfield       | Dora Spenlow     |
| 2019 | Eternal Beauty                                  | Jane jove        |
| 2019 | Saint Maud                                      | Maud             |

### Televisió
| Any  | Títol                                     | Paper          | Notes                            |
| ---- | ----------------------------------------- | -------------- | -------------------------------- |
| 2014 | New Worlds                                | Amelia         | Minisèrie                        |
| 2014 | A Poet in New York                        | Nancy Wickwire | Pel·lícula per a televisió       |
| 2015 | Arthur & George                           | Mary           | Episodi "1.1"                    |
| 2018 | The Alienist                              | Caroline Bell  | Episodi "Silver Smile"           |
| 2018 | The City and the City                     | Yolanda Stark  | Episodis "Breach", "Ordinary"    |
| 2018 | Patrick Melrose                           | Debbie Hickman | Episodis "Bad News", "Some Hope" |
| 2018 | Outsiders                                 | Mari           | Pel·lícula per a televisió       |
| 2019 | His Dark Materials                        | Germana Clara  | 4 episodis                       |
| 2020 | Dracula                                   | Mina Harker    | Minisèrie                        |
| 2022 | El Senyor del Anells: Els Anells de Poder | Galadriel      | Personatge principal             |